# Národní svaz albánské mládeže
Národní svaz albánské mládeže, albánsky (Enti Kombëtar Djelmënija Shqiptare) byl organizací, zřízenou v roce 1928 v souvislosti s obnovením monarchistického zřízení Albánie. Jeho cílem bylo zajistit co nejvyšší míru podpory tehdejšímu režimu. Jeho představitelem byl nyní král, Ahmed Zogu a členství v něm bylo povinné pro všechny mladší 18 let.
Oficiálně bylo cílem této organizace "dbát na tělesný, morální a vlastenecký vývoj" albánské mládeže. Její členové byli většinou uniformovaní a organizace celého spolku nebyla příliš vzdálené od podobného italského, s názvem Balilla. 